# Festa della repubblica dell'Azerbaigian
La festa della repubblica dell'Azerbaigian (in azero Respublika günü) è la ricorrenza nazionale della Repubblica dell'Azerbaigian.

## Dichiarazione di indipendenza
Essa viene celebrata il 28 maggio di ogni anno e celebra la Fondazione della Repubblica Democratica dell'Azerbaigian, nel 1918. Figura di primo piano fu il politico azero e uno dei padri fondatori della Repubblica Democratica azera Məhəmməd Rəsulzadə.
La festività nazionale non è da confondere con la festa per l'indipendenza (Azərbaycanda Müstəqilliyin Bərpası Günü), dall' Unione Sovietica, del 18 ottobre 1991. 
In seguito all'Indipendenza si distinse la figura del politico azero Heydər Əliyev.